# Озёрное (Одесская область)
Озёрное (укр. Озерне) — село в Сафьянской сельской общине Измаильского района Одесской области Украины.
Население по переписи 2001 года составляло 5370 человек. Почтовый индекс — 68660. Телефонный код — 4841. Код КОАТУУ — 5122084801.

## История
В 1945 г. Указом ПВС УССР село Бабель переименовано в Озёрное.

## Уроженцы
- Алекса́ндру Авере́ску — румынский военный, государственный и политический деятель. Маршал Румынии, Трижды занимал пост премьер-министра страны
- Евгений Томак — румынский политик, бывший член румынского парламента, в настоящее время член Европейского парламента.